# Акуила (провинция)
Акуила (на италиански: Provincia dell'Aquila) е провинция в Италия, в региона Абруцо.
Площта ѝ е 5035 км², а населението – около 305 000 души (2007). Провинцията включва 108 общини, а административен център е град Акуила.

## Административно деление
Провинцията се състои от 108 общини:
- Акуила
- Авецано
- Айели
- Алфедена
- Анверса дели Абруци
- Ателета
- Ачано
- Балсорано
- Бареа
- Барете
- Баришано
- Бизеня
- Буняра
- Вила Сант'Анджело
- Вила Санта Лучия дели Абруци
- Вилавалелонга
- Вилалаго
- Вилета Бареа
- Виторито
- Галяно Атерно
- Гориано Сиколи
- Джоя дей Марси
- Интродакуа
- Калашо
- Кампо ди Джове
- Кампотосто
- Канистро
- Кансано
- Каняно Аминтерно
- Кападоча
- Капестрано
- Капистрело
- Капитиняно
- Капорчано
- Карапеле Калвизио
- Карсоли
- Кастел дел Монте
- Кастел ди Йери
- Кастел ди Сангро
- Кастелафиуме
- Кастелвекио Калвизио
- Кастелвекио Субекуо
- Кокуло
- Колармеле
- Колелонго
- Колепиетро
- Корфинио
- Лече ней Марси
- Луко дей Марси
- Луколи
- Маляно де' Марси
- Маса д'Албе
- Молина Атерно
- Монтереале
- Морино
- Навели
- Овиндоли
- Окре
- Опи
- Орикола
- Ортона дей Марси
- Ортукио
- Офена
- Пачентро
- Перето
- Пескасероли
- Пескокостанцо
- Петорано сул Джицио
- Пешина
- Пицоли
- Поджо Пиченце
- Прата д'Ансидония
- Пратола Пелиня
- Преца
- Раяно
- Ривизондоли
- Рока ди Боте
- Рока ди Камбио
- Рока ди Медзо
- Рока Пия
- Рокаказале
- Рокаразо
- Сан Бенедето дей Марси
- Сан Бенедето ин Перилис
- Сан Винченцо Вале Ровето
- Сан Деметрио не' Вестини
- Сан Пио деле Камере
- Сант'Еузанио Форконезе
- Санте Марие
- Санто Стефано ди Сесанио
- Скано
- Сконтроне
- Скопито
- Скуркола Марсикана
- Сечинаро
- Сулмона
- Талякоцо
- Тионе дели Абруци
- Торнимпарте
- Тразако
- Фаняно Алто
- Фонтекио
- Фоса
- Челано
- Черкио
- Чивита д'Антино
- Чивитела Алфедена
- Чивитела Ровето